# ستارخان (مجموعه تلویزیونی)
ستارخان یک مجموعه تلویزیونی محصول سال ۱۳۹۶ به کارگردانی محمدرضا ورزی، نویسندگی محمدرضا ورزی و زهرا عاملی و تهیه‌کنندگی مصطفی شریفی می‌باشد. این مجموعه ۱۰ قسمتی، برشی از مجموعه ۲۷ قسمتی «ایراندخت» است.
این مجموعه در ۱۰ قسمت ۵۰ دقیقه‌ای آماده شده‌است و از پنجشنبه ۱۲ بهمن ۱۳۹۶ از شبکه یک پخش شد و روایتی از سال‌های پایانی زندگی ستارخان است.
تیتراژ این سریال را سالار عقیلی با موسیقی بابک زرین و شعری از رؤیا میرفخرایی خوانده‌است.

## بازیگران
- سعید نیک‌پور در نقش ستارخان
- سام قریبیان در نقش سهراب
- شایسته ایرانی
- پندار اکبری
- شکرخدا گودرزی در نقش باقرخان
- آرزو نبوت
- حسین مسافر آستانه
- مسعود آب‌پرور
- علی زارع
- باران زمانی
- داریوش کاردان
- کبری گودرزی
- ژرژ پطروسی
- بهزاد خداویسی
- رضا فیاضی
- فخرالدین صدیق شریف
- شهراد بانکی
- حمیرا عظیمی
- محبت اله مجاهدی
- عزت‌الله مهرآوران در نقش دلاور
- یوسف صیادی در نقش قابیل

## بازخوردها
در صحنه‌ای از این سریال، یکی از بازیگران که نقش نوکر و پادوی ستارخان را بازی می‌کند و از قضا بر اساس داستان آقای محمدرضا ورزی نویسنده و کارگردان این سریال، یک مرد لُر هست، سبب بروز واکنش‌هایی شد. وی چکمه‌های به جا مانده از ستارخان را بغل گرفته و بو می‌کند و بعد از آن که دوبار می‌گوید: «چکمه‌های سردارمه؛ چکمه‌های سردارمه» با افتخار ادامه می‌دهد: «هر روز صبح به یاد سردار (ستارخان) این چکمه‌ها را تمیز می‌کنم.»